# Acer gracilifolium
Acer gracilifolium é uma espécie de árvore do gênero Acer, pertencente à família Aceraceae.